# دارکوب موج‌دار
دارکوب موج‌دار یا دارکوب گونه‌سرخ (نام علمی: Celeus undatus) نام یک گونه از سرده دارکوب‌های خوش‌مو است.